# Totoró
Totoró è un comune della Colombia facente parte del dipartimento di Cauca.
Il centro abitato venne fondato nel 1815, mentre l'istituzione del comune è del 1835.